# De expugnatione Scalabis
De expugnatione Scalabis (em português: Da conquista de Santarém) é um relato escrito em latim que descreve a tomada de Santarém aos mouros pelo rei português Afonso Henriques, em 1147. O texto foi redigido entre o fim do século XII e o início do século XIII, provavelmente por um monge do Mosteiro de Santa Cruz de Coimbra.
A tomada de Santarém foi um dos eventos mais importantes do reinado por Afonso Henriques, e o "De expugnatione Scalabis" eleva a figura do primeiro rei de Portugal à altura de um herói mítico da Reconquista Cristã em território português. Considera-se que o texto foi parte da mitificação da figura de Afonso Henriques levada a cabo pelos monges de Santa Cruz de Coimbra, que havia sido fundado sob sua influência em 1131.
O manuscrito leva o título "Quomodo sit capta sanctaren civitas a rege alfonso comitis henrici filio" (em língua portuguesa, "Como foi capturada a cidade de Santarém pelo rei Afonso, filho do conde Henrique"). Após um curto prólogo há duas partes narradas como se tivessem sido escritas em primeira pessoa pelo próprio rei, com os subtítulos "Ab hinc rex" ("Fala o rei") e "Oratio regis ad milites" ("Discurso do rei aos militares").
O nome "De expugnatione Scalabis", pelo qual o manuscrito é atualmente conhecido, foi atribuído por Alexandre Herculano, que o incluiu em sua coletânea de textos medievais portugueses "Portugaliae Monumenta Historica, Scriptores" (v. I), publicado em 1854.